# جون تي. واتكينز
جون تي. واتكينز هو محامي وقاضي وسياسي أمريكي، ولد في 15 يناير 1854 في مندن في الولايات المتحدة، وتوفي في 25 أبريل 1925. نشط حزبياً في الحزب الديمقراطي. وقد انتخب عضو مجلس النواب الأمريكي ‏.